# Klauspeter Seibel
Klauspeter Seibel (Offenbach am Main, 7 maggio 1936 – Amburgo, 8 gennaio 2011) è stato un direttore d'orchestra tedesco.
Fu direttore musicale generale delle città di Kiel e Friburgo. Come direttore principale, diresse la Nürnberger Symphoniker e la Louisiana Philharmonic Orchestra a New Orleans. Si esibiva regolarmente alla Semperoper di Dresda, all'Opera di Stato di Amburgo, alla Wiener Staatsoper e all'Opera di New Orleans. Oltre al suo lavoro di direttore d'orchestra molto attivo, Seibel dedicò più di due decenni alla formazione delle generazioni future. Molti dei suoi studenti oggi si trovano in posizioni di primo piano nella vita musicale tedesca. Klauspeter Seibel è stato presidente dell'Associazione Gustav Mahler, Amburgo.

## Biografia
Klauspeter Seibel suonava e componeva già da bambino. Oltre a frequentare il liceo classico ebbe una formazione come pianista fino all'età di 18 anni. Successivamente completò la sua formazione musicale presso il Conservatorio Municipale di Norimberga (1948-1956) e al Conservatorio di Monaco (1956-1958), in pianoforte con Rosl Schmid, in composizione con Karl Höller, dirigendo con Kurt Eichhorn e G.E.Lessing. Acquisì un particolare interesse per il teatro musicale attraverso un tirocinio presso il Gärtnerplatztheater di Monaco, dove fu assunto come insegnante un anno dopo. Lì all'età di 21 anni passò a direttore d'orchestra per l'operetta di Karl Millöckers "Gaspaone" e subito gli fu affidata "Pericole" di Jacques Offenbach come prima esecuzione personale come direttore.
La carriera di Seibel iniziò nel 1957 come maestro di cappella al Gärtnerplatztheater di Monaco, dove rimase per sei anni. Per inciso diresse la "Wilde Gung´l", un'orchestra nota nell'area di Monaco. Occupò la stessa posizione dal 1963 al 1965 all'Opera di Friburgo.
Successivamente divenne Primo maestro di cappella: nel 1965 a Lubecca, dal 1967 a Kassel e dal 1971 a Francoforte sul Meno, prima di essere nominato direttore musicale della Städtische Bühnen Freiburg nel 1975.
Nel 1978 andò all'Opera di Stato di Amburgo come Primo maestro di cappella e vice di Christoph von Dohnányi. Lì assunse la posizione di direttore d'orchestra principale e l'Orchester der Hochschule für Musik und Theater. Inoltre diresse la Nürnberger Symphoniker dal 1980 al 1988 come direttore principale.
Nel 1987 diventò direttore musicale della capitale Kiel ed rimase con l'Orchestra Filarmonica di Kiel ed il Theater Kiel per i successivi otto anni, fino a quando assunse la Louisiana Philharmonic Orchestra del 1995. Inoltre, dal 1997 al 1999 fu direttore principale della Museumsorchester Frankfurt e direttore provvisorio dell'Opera.
Dopo aver diretto orchestre americane ancora e ancora dai primi anni '40, fu nominato direttore musicale della Louisiana Philharmonic Orchestra nel 1995. Dopo nove stagioni come direttore principale, fu il primo direttore ospite di questa orchestra fino alla sua morte.

## Premi e riconoscimenti
- 1957 Richard-Strauss-Stipendium der Stadt München
- 1967 2. Preis International Nicolai Malko Conducting Competition, Kopenhagen
- 1969 2. Preis International Dimitri Mitropoulos Conducting Competition, New York City
- 2008 Ehrendoktor der Musik (Loyola University New Orleans)